# Bornes de Aguiar
Bornes de Aguiar é uma povoação portuguesa sede da Freguesia de Bornes de Aguiar do Município de Vila Pouca de Aguiar, freguesia com 41,30 km² de área e 1933 habitantes (censo de 2021), tendo, por isso, uma densidade populacional de 46,8 hab./km²
Está situada na Serra da Padrela, na sua encosta poente, 7 km a nordeste da sede do município.
A Freguesia de Bornes de Aguiar inclui no seu território as seguintes povoações: Bornes de Aguiar, Lagoa, Lagobom, Pedras Salgadas (elevada à categoria de vila em 30 de junho de 1999), Rebordochão, Tinhela de Cima, Tinhela de Baixo, Valugas e Vila Meã.
A estância termal de Termas de Pedras Salgadas exporta água mineral para várias partes do mundo.

## História
A origem do povoamento da freguesia é bastante remota, ao que tudo indica, pré-histórica. A afirmação é sustentada pela pesquisa levada a cabo pelo Padre José Brenha, que encontrou por toda a região cinco grupos de construções dolménicas, duas dessas em Bornes, a mais de mil metros de altitude. Num dos dólmens descobriram-se amuletos de pedra furados e de formas diversas, enquanto no outro se revelaram desenhos de animais e cenas de caça dos tempos pré-históricos.
A existência da paróquia de Bornes de Aguiar (referida como “Santo Martinio de Bornes", na terra de Aguiar) surge nas Inquirições de 1220, levadas a cabo por ordem de D. Afonso II. Neste documento é revelado um território de maiores dimensões, que compreendia as áreas que hoje pertence às freguesias de Bornes, Valoura e Vreia de Bornes. Era uma terra reguenga, ou seja, a maioria pertencia à coroa. A 11 de Julho de 1255 é-lhe concedido foro de povoação e pequeno concelho por D. Afonso III. No entanto, o foral ardeu e um novo foi concedido por D. Dinis em 1324. A freguesia de Bornes de Aguiar beneficiou igualmente do foral concedido, por Dom Manuel, a Aguiar de Pena.
Administrativamente, esta freguesia não sofreu alterações, visto ter pertencido sempre ao termo de Aguiar, atualmente concelho de Vila Pouca de Aguiar. A paróquia de Bornes de Aguiar pertence ao arciprestado de Vila Pouca de Aguiar e à diocese de Vila Real, desde 22 de abril de 1922. O seu padroeiro é São Martinho.
A igreja, de fundação pré-nacional, era, em 1220, apresentada pelo Mosteiro de Arnóia. Padroado que deixa de pertencer ao mosteiro, figurando no século XVIII, na coroa. Pertenceu à arquidiocese de Braga e foi comenda da Ordem de Cristo.

## Demografia
A população registada nos censos foi:
| Distribuição da População por Grupos Etários | Distribuição da População por Grupos Etários | Distribuição da População por Grupos Etários | Distribuição da População por Grupos Etários | Distribuição da População por Grupos Etários |
| -------------------------------------------- | -------------------------------------------- | -------------------------------------------- | -------------------------------------------- | -------------------------------------------- |
| Ano                                          | 0-14 Anos                                    | 15-24 Anos                                   | 25-64 Anos                                   | > 65 Anos                                    |
| 2001                                         | 373                                          | 295                                          | 1106                                         | 438                                          |
| 2011                                         | 254                                          | 228                                          | 1082                                         | 493                                          |
| 2021                                         | 170                                          | 178                                          | 939                                          | 646                                          |

## Património
Esta lista é uma sublista da Lista de património edificado no distrito de Vila Real para a freguesia de Bornes de Aguiar, baseada nas listagens do IGESPAR de Março de 2005 e atualizações.
| ID       | Designações                                                                 | Categoria   | Tipologia | Freguesia        | Grau | Ano  | Coordenadas                  | Imagem |
| -------- | --------------------------------------------------------------------------- | ----------- | --------- | ---------------- | ---- | ---- | ---------------------------- | ------ |
| 8706813  | Barragem romana de Tinhela de Baixo - Sul ou Vale das Veias                 | Arqueologia | Barragem  | Bornes de Aguiar |      | 2006 |                              |        |
| 8706830  | Barragem romana de Tinhela de Baixo - Norte ou Barragem do Outeiro Ferraria | Arqueologia | Barragem  | Bornes de Aguiar |      | 2006 |                              |        |
| 10970627 | Edifício dos CTT de Pedras Salgadas                                         | n/a         | n/a       | Bornes de Aguiar |      |      | 41.53730995° N 7.59942598° O |        |

 Legenda: PM - Património Mundial · MN - Monumento Nacional · IIP - Imóvel de Interesse Público · MIP - Monumento de Interesse Público · CIP - Conjunto de Interesse Público · SIP - Sítio de Interesse Público · IIM - Imóvel de Interesse Municipal · MIM - Monumento de Interesse Municipal · CIM - Conjunto de Interesse Municipal · SIM - Sítio de Interesse Municipal · VC - Em vias de classificação · SPL - Sem proteção legal

### Património Arquitetónico
Esta é uma lista do Inventário do Património Arquitectónico baseado nas listagens do SIPA (Setembro de 2011)
| ID       | Designações                                                   | Categoria | Tipologia | Freguesia        | Grau | Ano | Coordenadas | Imagem |
| -------- | ------------------------------------------------------------- | --------- | --------- | ---------------- | ---- | --- | ----------- | ------ |
| 97004180 | Capela de Santo António                                       | Monumento | n/a       | Bornes de Aguiar | n/c  |     |             |        |
| 97005805 | Cruzeiro de Bornes de Aguiar                                  | Monumento | n/a       | Bornes de Aguiar | n/c  |     |             |        |
| 97006829 | Igreja Paroquial de Bornes de Aguiar / Igreja de São Martinho | Monumento | n/a       | Bornes de Aguiar | n/c  |     |             |        |
| 97006830 | Capela de São Geraldo                                         | Monumento | n/a       | Bornes de Aguiar | n/c  |     |             |        |
| 97014054 | Capela de Bornes / Capela do Sagrado Coração de Jesus         | Monumento | n/a       | Bornes de Aguiar | n/c  |     |             |        |
| 97022729 | Escola Primária de Pedras Salgadas                            | Monumento | n/a       | Bornes de Aguiar | n/c  |     |             |        |
| 97027387 | Estação Ferroviária de Pedras Salgadas                        | Monumento | n/a       | Bornes de Aguiar | n/c  |     |             |        |

 Legenda: PM - Património Mundial · MN - Monumento Nacional · IIP - Imóvel de Interesse Público · MIP - Monumento de Interesse Público · CIP - Conjunto de Interesse Público · SIP - Sítio de Interesse Público · IIM - Imóvel de Interesse Municipal · MIM - Monumento de Interesse Municipal · CIM - Conjunto de Interesse Municipal · SIM - Sítio de Interesse Municipal · VC - Em vias de classificação · SPL - Sem proteção legal